# دفترهای نیما
دفترهای نیما یک مجموعهٔ سه‌جلدی از آثار نیما به کوشش، تصحیح، تطبیق فرزند او شراگیم یوشیج است که توسط نشر رشدیه به چاپ رسیده است. جلد نخست دفترهای نیما: مجموعه آثار منثور نیما در سال ۱۳۹۶، جلد دوم دفترهای نیما: مجموعه اشعار نیما «الف» در سال ۱۳۹۷ و جلد سوم دفترهای نیما: مجموعه یادداشت‌های روزانه نیما یوشیج در سال ۱۳۹۹ منتشر شده است.

## دفترهای نیما: مجموعه آثار منثور نیما
جلد نخست کتابی مشتمل بر آثار منثور نیما یوشیج است. این کتاب با پرتره‌های بهمن محصص، هانیبال الخاص، علی گلستانه و منوچهر معتبر از نیما مصور شده‌است. به گفتهٔ شراگیم یوشیج بخشی از محتوای این کتاب پیش‌تر هرگز چاپ نشده بود؛ ازجمله نمایشنامه‌ای با عنوان خواهش می‌کنم و چند داستان کوتاه.

## دفترهای نیما: مجموعه اشعار نیما «الف»
جلد دوم اشعار نیما یوشیج را در بر می‌گیرد.  

## دفترهای نیما: مجموعه یادداشت‌های روزانه نیما یوشیج
جلد سوم یادداشت‌های روزانهٔ نیما یوشیج است.